# Kordin Mariska
Kordin Mariska/Mária, Kordin Mária Benigna (Debrecen, 1855. november 23. – Budapest, 1915. március 28.) operaénekesnő (szoprán).

## Életpályája
Kordin János és Vajda Claudia leányaként született. 1878. április 22-én debütált a Nemzeti Színházban; a Liliomfi Mariskája volt. 1879-ben végzett a Színészeti Tanodában. 1884–1890 között a Magyar Állami Operaház tagja volt. 1889-ben, miközben benzinnel a kesztyűit tisztította, odakapott egy petroleum-lámpához, mely felrobbant. Ugyan felépült a balesetből, nem sokkal később elbocsátották. 1890-től énektanár lett. 1909. augusztus 6-án Iglófüreden egy pihenőhelyet neveztek el róla. Halálát idült vakbélgyulladás okozta.
Temetése a Farkasréti temetőben volt.

## Szerepei
| - Erkel Ferenc: Bánk bán - I. felvonás – 3. királyi apród - Rossini: Tell Vilmos – Gemmy - Verdi: Az álarcosbál – Oscar - Gounod: Faust – Siebel - Verdi: Traviata – Flora Bervoix - Bizet: Carmen – Mercédes - Gluck: A rászedett kádi – Omega - Auber: A fekete dominó – Brigitta - Beethoven: Fidelio – Marcellina - Wagner: Tannhauser – Pásztorfiú - Adam: A nürnbergi baba – Berta - Erkel Ferenc: Hunyadi László – Hunyadi Mátyás; Gara Mária - Weber: A bűvös vadász – Annuska - Goldmark Károly: Sába királynője – Astaróth - David: Lalla-Roukh – Mirza - Meyerbeer: Dinorah – 2. pásztorfiú - Bellini: Az alvajáró – Liza | - Meyerbeer: Észak csillaga – Natália; Praskovia - Massé: Jeanette menyegzője – Jeanette - Mozart: A varázsfuvola – Papagena - Schubert: Cselre cselt – Isella - Mozart: Figaro házassága – Cherubino - Mozart: Don Giovanni – Zerlina - Meyerbeer: Az afrikai nő – Ines - Gounod: Rómeó és Júlia – Stefano - Sárosi Ferenc: Abencerage – Egy truobadour - Grisar: Jó éjt Pantalon úr – Colombina - Delibes: Lakmé – Miss Ellen - Schumann: Mannfred – 1. szellem - Auber: Az udvari hangverseny – Karolina - Wagner: A Rajna kincse – Wellgunde - Wagner: A walkűr – Waltraute - Wagner: Lohengrin – 3. nemes hölgy |